# Sukjong av Joseon
Sukjong av Korea, född 1661, död 1720, var en koreansk monark. Han var kung av Korea 1674–1720.  Han var son till kung Hyeonjong och Myeongseong (1642–1684).

## Familj
Sukjong var gift med Ingyeong, Inhyeon och Inwon. Han hade sex bihustrur, bland dem Hui-bin Jang och Suk-bin Choe. Han hade nio barn, bland dem:
1. Gyeongjong, monark 1720–1724
2. Yeongjo av Korea, monark 1724–1776
3. Prins Yeollyeong